# Zhenyuanopterus
Zhenyuanopterus (лат.) — род птерозавров семейства Boreopteridae подотряда Pterodactyloidea, живших во времена раннемеловой эпохи (130,0—122,46 млн лет назад) на территории современного Китая.

## Открытие и наименование
Типовой и единственный вид Zhenyuanopterus longirostris в 2010 году назвал и описал Люй Цзюньчан. Родовое наименование дано в честь Сунь Чжэньюаня, бывшего владельца ископаемого образца, с добавлением греческого слова pteron — «крыло». Видовой эпитет переводится с латыни как «длинная морда».
Голотип GLGMV 0001 найден с слоях формации Исянь, провинция Ляонин и состоит из практически полного, но частично разрушенного скелета, лежащего на плите.

## Описание
Zhenyuanopterus был довольно большим птерозавром. Размах его крыльев оценивается в 4 метра.
Изучавшим образец учёным удалось выявить некоторые отличительные черты. Число зубов в верхней и нижней челюстях примерно равно, а именно 86. Самые длинные зубы примерно в 10 раз больше, чем самые короткие. Длина позвонков вместе с крестцом составляет менее половины длины черепа. Длина плечевой кости составляет 91 % от длины четвёртой пястной кости. Третья фаланга четвёртого пальца, плечевой кости и бедренной кости примерно равны по длине. Ноги чрезвычайно малы.
Череп очень длинный и узкий, длиной 54,5 сантиметра. Квадратная кость скошена назад и немного поднята, нависает над большим окном, Fenestra nasoantorbitalis, на долю которого приходится более четверти длины 15-сантиметрового черепа. Череп имеет несколько полостей, и спереди выше, чем посередине. На затылке имелся небольшой острый гребень. Над передней частью Fenestra nasoantorbitalis имелся второй гребень, низкий и удлинённый, с прямой верхней стороной и полой передней и задней сторонами, напоминающий по форме топор. Глазницы в форме перевёрнутого треугольника содержали склеротические кольца диаметром 20 мм. Лобная кость треугольной формы. Носовая кость тонкая и очень длинная. Слёзная кость содержит круглое отверстие.
Нижняя челюсть, длиной 49,5 см, плоская, но по высоте почти равна высоте черепа, так что голова, несмотря на продолговатую форму, в целом производила весьма внушительное впечатление. Симфиз имеет длину 278 мм. Челюсть имеет слегка волнистую линию, повёрнута самой высокой точкой вниз. Зубы узкие, постоянной ширины, немного загнуты. Третий и пятый зубы нижней челюсти очень длинные.
Шея короткая, с крепкими позвонками и высокими остистыми отростками. Пятый позвонок самый длинный. Корпус кроен типичным для птеродактилоида образом, голова продолговатая, длиной в половину длины туловища. Спина имеет 12 позвонков, первые три слиты в нотариум. Боковые проекции дальнейших позвонков широкие и пластинчатой формы. Есть четыре крестцовых позвонка. Хвост состоит из 13 позвонков, первые четыре являются на сегодняшний день самыми длинными; последний позвонок тонкий и стержневидный. Хвост имеет длину тринадцать сантиметров. Первое ребро большое и широкое.
Грудина большая, прямоугольной формы, длина немного больше, чем ширина. Лопатка длиннее коракоида, что является исключительным случаем для Ornithocheiroidea, и больше не растёт, что говорит о незрелости особи. Крылья длинные и прочные. Плечевая кость имеет длину 21 см; дельтопекторальный гребень треугольной формы. Длина предплечья составляет 26 см, что на треть больше длины плеча.
Таз крепкий, с длинной подвздошной костью. Ноги очень маленькие, когти на пальцах ног короткие и острые.

## Филогения
Авторы открытия отнесли Zhenyuanopterus к семейству Boreopteridae. Это самый большой представитель группы, известный на сегодняшний день.

## Образ жизни
Zhenyuanopterus, по-видимому, был рыбоядным птерозавром. Марк Уиттон предположил, что птерозавр кормился, ныряя в воду и хватая добычу зубами, наподобие речных дельфинов, которые имеют похожее строение зубов. Маленькие ноги могут указывать на лёгкое снятие животного с поверхности; в таком случае, ноги почти не влияли на силу трения.